# Gouvernement du Texas
Le gouvernement du Texas fonctionne en application de la Constitution du Texas et se compose d'un gouvernement d'État démocratique unitaire fonctionnant sous un régime présidentiel qui utilise la règle de Dillon, ainsi que de gouvernements au niveau des comtés et des municipalités.

Austin est la capitale du Texas. Le Capitole de l'État ressemble au Capitole des États-Unis à Washington.

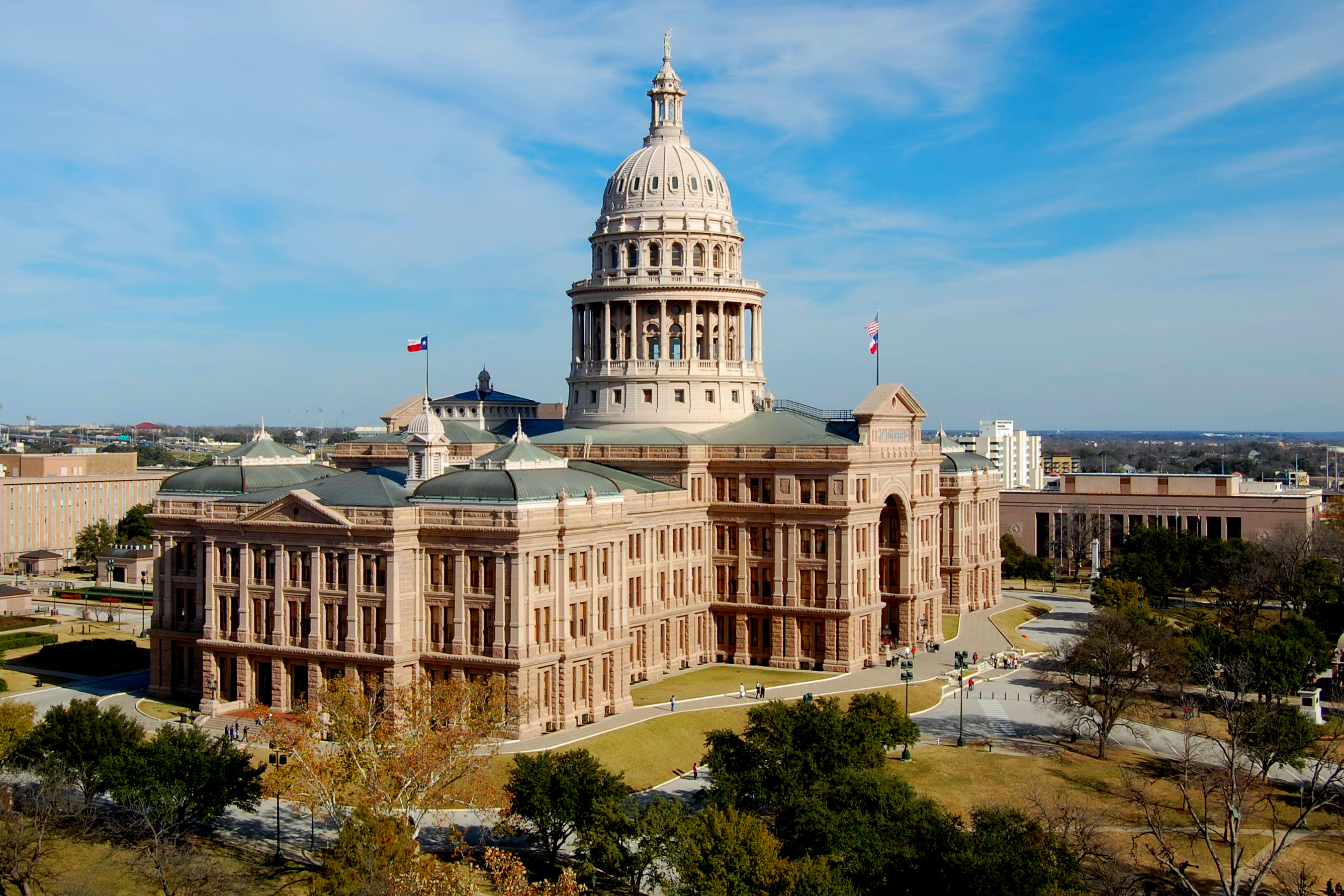
Le Capitole de l'État du Texas à Austin.

## Organisation des pouvoirs
La constitution du Texas (1876) organise les institutions et définit les droits des citoyens de l'État. Comme à l'échelon national, les pouvoirs exécutif, législatif et judiciaire sont séparés.

### Le pouvoir exécutif
Le pouvoir exécutif revient au gouverneur, qui a le droit de veto sur les propositions de loi et dispose des forces de l’ordre. Les autres branches de l’exécutif sont partagées entre un lieutenant-gouverneur, un secrétaire d'État, un contrôleur des comptes publics, un procureur général, un Land Commissioner, un Agriculture Commissioner, trois membres de la Texas Railroad Commission, le conseil d'État de l'éducation (State Board of Education'').

### Le pouvoir législatif
Le corps législatif est bicaméral : il se compose d'un sénat (chambre haute) de 31 membres élus pour quatre ans et d'une chambre des représentants (chambre basse) de 150 membres élus pour deux ans,. Il détient le pouvoir de voter les lois, les taxes et les impôts. Lors de la législature 2007-2008, la chambre basse est contrôlée par 81 républicains face à 69 démocrates et la chambre haute par 20 républicains face à 11 démocrates. Les deux assemblées se réunissent dans le Capitole de l'État du Texas à Austin. Le Speaker of the House dirige les débats de la chambre des représentants, alors que le lieutenant gouverneur s’occupe du Sénat. 
Le corps législatif se réunit en session ordinaire tous les deux ans, mais le gouverneur peut convoquer des sessions extraordinaires aussi souvent qu’il le souhaite.
Les représentants et les sénateurs peuvent proposer un projet de loi ; celui-ci est examiné en comité (senate committee, house committee) avant d’être discuté et amendé par les deux chambres. Après le vote des deux assemblées, le texte passe devant le gouverneur qui peut le signer ou le refuser en utilisant son droit de veto. Dans ce cas, le texte revient devant les assemblées accompagné des critiques du gouverneur. Le veto peut être surpassé par un vote des 2/3 dans chaque chambre. La loi est signée par le Secrétaire d’État et publiée sur son site web. Elle est également archivée et imprimée par Thomson West.

### Le pouvoir judiciaire
Le système judiciaire du Texas est l’un des plus complexes des États-Unis à cause de la superposition des juridictions. Le Texas possède deux cours d’appel : la cour suprême du Texas pour les affaires civiles et la cour d’appels criminels du Texas (Texas Court of Criminal Appeals). Les plupart des postes sont soumis aux élections. La Texas Ranger Division du Texas Department of Public Safety continue d’assurer l’ordre et la sécurité dans l’État. La cour d'appel des États-Unis pour le cinquième circuit (United States Court of Appeals for the Fifth Circuit) est la cour d'appel fédérale, devant laquelle sont interjetés les appels en provenance des quatre cours de district du Texas ; son siège se situe à La Nouvelle-Orléans, en Louisiane.

## Vie politique

### Historique
Le Texas fut d'abord un État à parti unique, celui des démocrates d'une période qui s'étale des années 1870 jusqu'aux années 1970-80. À cette époque en effet, les démocrates soutenaient le Sud des États-Unis et l’esclavage. Entre l’élection présidentielle de 1848 et la victoire de Richard Nixon en 1972, le Texas a toujours choisi le candidat démocrate sauf à trois reprises : en 1928 (élection du républicain Herbert Hoover), en 1952 et en 1956 (Dwight Eisenhower). L’élection de Jimmy Carter en 1976 marque la dernière victoire d'un candidat démocrate dans cet État. Cependant, plusieurs Texans démocrates ont assuré d’importantes fonctions politiques au niveau national : le président Lyndon B. Johnson (1964-1969), le vice-président de Franklin Delano Roosevelt John Nance Garner (1933-1941), le speaker de la chambre des représentants des États-Unis Sam Rayburn (années 1940-1961) et le sénateur Ralph Yarborough (1957-1971).
Dans les années 1950-1960, l’influence du Parti républicain grandit au Texas : devenu plus conservateur, il attira notamment des Démocrates du Sud, appelés Dixiecrat, déçu par l’évolution de leur parti. Depuis les années 1980, le Texas est devenu un bastion du Parti républicain. Dans le cadre de la révolution conservatrice de Ronald Reagan, les candidats républicains ont toujours pu compter sur le Texas. Le président George W. Bush est l'artisan de cette conquête républicaine, effectuée alors qu'il était gouverneur du Texas entre 1994 et 2001. En 2000, le candidat démocrate n'y tint aucun meeting alors que beaucoup de démocrates locaux soutenaient le candidat républicain, le gouverneur du Texas, George W. Bush. Depuis janvier 1995, le poste de gouverneur est aux mains des Républicains. En 1996, les Républicains remportèrent la majorité au Sénat du Texas puis à la chambre des représentants du Texas en 2002. Lors de l’élection présidentielle de 2004, le président George W. Bush y a obtenu 61,09 % des voix contre 38,22 % au candidat démocrate John Kerry. Le candidat républicain l'emporta notamment dans les circonscriptions urbaines de Dallas et de Houston, alors que la majorité des zones urbaines du pays optait pour le candidat démocrate. Seule la capitale Austin et la vallée du Rio Grande à forte présence hispanique votent régulièrement démocrate.

Depuis décembre 2000, le gouverneur du Texas est le républicain Rick Perry. Il a succédé en cours de mandat à George W. Bush, alors élu président des États-Unis. Rick Perry est le troisième gouverneur républicain du Texas en un peu plus d'une centaine d'années mais aussi depuis 1979. Tous les autres postes élus de l'exécutif sont détenus par des républicains lors de la session 2005-2006. 

### Un État conservateur
Le 8 novembre 2005, les électeurs du Texas ont massivement approuvé la création d'une loi constitutionnelle interdisant le mariage homosexuel (76,25 % des suffrages). Le Texas est le dix-neuvième État de l'Union à adopter une telle loi constitutionnelle[réf. nécessaire]. 
Le Texas est l’un des 36 États des États-Unis à pratiquer la peine de mort. Après un moratoire de 18 ans, les exécutions ont repris depuis 1982. Depuis 1976, 405 accusés ont été exécutés. En 2007 sur 42 exécutions aux États-Unis, 26, soit plus de la moitié, eurent lieu au Texas. Cet État fut le premier à avoir mis en œuvre la méthode de l’injection létale sur Charles Brooks Jr. le 2 décembre 1982.

## Le Texas aux États-Unis
Le Texas est l’un des 50 États fédérés des États-Unis depuis 1845 ; il est soumis aux mêmes règles que les autres États et doit respecter la constitution américaine. La politique étrangère, la défense, la politique monétaire sont de la compétence exclusive de Washington, D.C.. Le Texas est en revanche souverain pour d’autres domaines tels que l’organisation des services de police, l’éducation, la culture, la religion et impôts. 
Du fait de son histoire le Texas s'affirme volontiers comme un État particulariste vis-à-vis de Washington. C'est ainsi qu'il a longtemps gardé un système monétaire original et qu'en 2016 encore on parle de rétablir la circulation de pièces d'or et d'argent frappées par l'État texan concurremment au dollar-papier fédéral. De même sa Garde nationale dispose d'un armement, avions et spécialistes de très haut niveau.
Au niveau fédéral, lors de la législature 2007-2008, le Texas est représenté au Congrès des États-Unis par les deux sénateurs républicains Kay Bailey Hutchison et John Cornyn alors que 13 démocrates et 19 républicains représentent l'État à la chambre des représentants.

## Le gouvernement local et le découpage administratif
Le Texas est découpé en 32 districts électoraux dans lesquels sont élus les députés à la chambre des représentants des États-Unis. Le nombre de représentants étant proportionnel au poids démographique de l’État, le Texas possède la troisième représentation nationale derrière la Californie. Le territoire texan est par ailleurs découpé en 254 comtés, le plus grand nombre du pays. Les plus grands se trouvent près de la frontière mexicaine. Les comtés fonctionnent comme  des divisions administratives et n'ont aucune juridiction souveraine propre. Ils représentent un élément décentralisé de l'autorité et ont pour rôle d'appliquer au niveau local la loi de l'État ou de la province. Les comtés sont typiquement chargés de la police locale, des services publics, des bibliothèques, de collecter des statistiques essentielles et de préparer ou procéder aux certificats de naissance, de décès et de mariage. Ils sont administrés par une commission (Commissioners' Court) de cinq membres qui prennent des décisions diverses (taxes, budget, salaires des fonctionnaires du comté, etc.) à la majorité absolue. Les autres fonctionnaires du comté sont le sheriff chargé de la police et le clerc du comté. Les municipalités constituent l’échelon administratif le plus bas.

## Source de la traduction
- (en) Cet article est partiellement ou en totalité issu de l’article de Wikipédia en anglais intitulé « Government of Texas » (voir la liste des auteurs).